# Traanklier
De traanklier  of glandula lacrimalis is een buiten de oogbol gelegen klier in het voorste zijdelingse gedeelte van de oogkas. Via 10-12 kleine traankanaaltjes wordt traanvloeistof afgescheiden onder het bovenste ooglid. De kliersecretie staat onder invloed van het zenuwstelsel en wordt reflexmatig in gang gezet door prikkeling van het bindvlies en het hoornvlies. Verschillende prikkels kunnen de traansecretie stimuleren: droogheid van bindvlies of hoornvlies, mechanische prikkels (zandkorrels, vliegje in het oog), chemische prikkels (uien, traangas), allergische prikkels (hooikoorts) of psychische prikkels (die resulteren in huilen).
darmwandklier · lever · maagwandklier · melkklier · ovaria · pancreas · speekselklieren · talgklier · traanklier · testes · zweetklier